# Флаг Фурмановского района
Флаг Фу́рмановского района — официальный символ Фурмановского муниципального района Ивановской области Российской Федерации.
Флаг утверждён 29 мая 2006 года и внесён в Государственный геральдический регистр Российской Федерации с присвоением регистрационного номера 2384.
Флаг составлен на основании герба Фурмановского муниципального района по правилам и соответствующим традициям вексиллологии и отражает исторические, культурные, социально-экономические, национальные и иные местные традиции.

## Описание
«Флаг Фурмановского муниципального района представляет собой прямоугольное красное полотнище с соотношением сторон 2:3, несущее у древка голубой треугольник в 1/3 полотнища, примыкающий нижней стороной к краю полотнища, а вдоль нижнего края, на расстоянии от него в 1/10 ширины — волнисто изогнутую белую полосу шириной в 1/10 ширины полотнища; поверх границы треугольника расположены жёлтый факел и белая книга из герба района».

## Обоснование символики
Фурмановский район носит имя писателя Д. А. Фурманова соратника легендарного комдива В. И. Чапаева. Родился Фурманов в селе Середа, переименованного в 1941 году в честь писателя. В настоящее время город Фурманов центр одноимённого района.
Разделение полотнища аллегорически указывает на старое название города.
Книга и факел — символы, связывающие город с именем писателя, раскрывавшего в своих произведениях эпоху революционных свершений.
Кроме того, горящий факел — символ источника света, а раскрытая книга символ стремления к знаниям, просвещению.
Ивановский край всегда считался в России центром производства тканей. Серебряный, волнистый пояс, наподобие извивающейся ленты полотна, символизирует текстильную промышленность города и района.
Красный цвет — символ мужества, решимости, трудолюбия, жизнеутверждающей силы и красоты.
Голубой цвет — символ чистоты помыслов, чести, преданности, истины и добродетели.
Жёлтый цвет (золото) — символ богатства, урожая, уважения, интеллекта, стабильности.
Белый цвет (серебро) — символ мира, взаимопонимания, чистоты.